# Promozione Emilia-Romagna 1989-1990
Nella stagione 1989-1990 la Promozione era sesto livello del calcio italiano (il massimo livello regionale). Qui vi sono le statistiche relative al campionato in Emilia-Romagna.
Il campionato è strutturato in vari gironi all'italiana su base regionale, gestiti dai Comitati Regionali di competenza. Promozioni alla categoria superiore e retrocessioni in quella inferiore non erano sempre omogenee; erano quantificate all'inizio del campionato dal Comitato Regionale secondo le direttive stabilite dalla Lega Nazionale Dilettanti, ma flessibili, in relazione al numero delle società retrocesse dal Campionato Interregionale e perciò, a seconda delle varie situazioni regionali, la fine del campionato poteva avere degli spareggi sia di promozione che di retrocessione.

## Girone A

### Squadre partecipanti
| Squadra                   | Città (provincia)           |
| ------------------------- | --------------------------- |
| S.P. Argentana            | Argenta (FE)                |
| A.C. Bellaria Igea Marina | Bellaria (RN)               |
| A.S. Cervia               | Cervia (RA)                 |
| A.C. Cesenatico           | Cesenatico (FC)             |
| A.C. Cocif Longiano       | Longiano (FC)               |
| U.P. Copparese            | Copparo (FE)                |
| A.C. Massalombarda        | Massa Lombarda (RA)         |
| U.S. Ostellato            | Ostellato (FE)              |
| A.C. Piangipane           | Piangipane (RA)             |
| Pol. Sammartinese         | Forlì (FC)                  |
| A.C. Sammaurese           | San Mauro Pascoli (FC)      |
| S.S. Sampierana           | San Piero in Bagno (FC)     |
| S.S. Savignanese          | Savignano sul Rubicone (FC) |
| Sportiva Bagnese          | Bagno di Romagna (FC)       |
| A.C. Tropical Ospedaletto | Coriano (RN)                |
| A.C. Vecchiazzano         | Vecchiazzano (FC)           |

### Classifica finale
|  | Pos. | Squadra              | Pt | G  | V  | N  | P  | GF | GS | DR  |
|  | ---- | -------------------- | -- | -- | -- | -- | -- | -- | -- | --- |
|  | 1.   | Sampierana           | 43 | 30 | 16 | 11 | 3  | 46 | 22 | +24 |
|  | 2.   | Massalombarda        | 42 | 30 | 15 | 12 | 3  | 41 | 17 | +24 |
|  | 3.   | Cervia               | 41 | 30 | 13 | 15 | 2  | 43 | 15 | +28 |
|  | 3.   | Argentana            | 41 | 30 | 16 | 9  | 5  | 41 | 23 | +18 |
|  | 3.   | Tropical Ospedaletto | 41 | 30 | 16 | 9  | 5  | 38 | 20 | +18 |
|  | 6.   | Cocif Longiano       | 33 | 30 | 10 | 13 | 7  | 27 | 19 | +8  |
|  | 7.   | Savignanese          | 32 | 30 | 8  | 16 | 6  | 27 | 23 | +4  |
|  | 8.   | Sammartinese         | 30 | 30 | 12 | 6  | 12 | 23 | 27 | -4  |
|  | 9.   | Piangipane           | 28 | 30 | 5  | 18 | 7  | 21 | 24 | -3  |
|  | 10.  | Sammaurese           | 27 | 30 | 8  | 11 | 11 | 25 | 27 | -2  |
|  | 11.  | Ostellato            | 26 | 30 | 6  | 14 | 10 | 26 | 35 | -9  |
|  | 12.  | Sportiva Bagnese     | 25 | 30 | 8  | 9  | 13 | 30 | 34 | -4  |
|  | 13.  | Cesenatico           | 24 | 30 | 9  | 6  | 15 | 35 | 49 | -14 |
|  | 14.  | Copparese            | 21 | 30 | 5  | 11 | 14 | 27 | 39 | -12 |
|  | 15.  | Bellaria Igea Marina | 14 | 30 | 1  | 12 | 17 | 16 | 59 | -43 |
|  | 16.  | Vecchiazzano         | 12 | 30 | 1  | 10 | 19 | 22 | 55 | -33 |

## Girone B

### Squadre partecipanti
| Squadra                  | Città (provincia)              |
| ------------------------ | ------------------------------ |
| Pol. Bo.Ca. Sparta       | Bologna (BO)                   |
| A.C. Castellarano        | Castellarano (RE)              |
| A.C. Casumaro            | Casumaro (FE)                  |
| U.S. Corticella          | Bologna (BO)                   |
| F.C. Finale              | Finale Emilia (MO)             |
| F.C. Formigine           | Formigine (MO)                 |
| A.C. Galliera            | Bologna (BO)                   |
| Pol. Ozzanese            | Ozzano dell'Emilia (BO)        |
| U.S. Pavullese Olimpia   | Pavullo nel Frignano (MO)      |
| A.C. Persicetana         | San Giovanni in Persiceto (BO) |
| U.P. Pianorese           | Pianoro (BO)                   |
| A.S. Porretta            | Porretta Terme (BO)            |
| F.C. San Lazzaro         | San Lazzaro di Savena (BO)     |
| Pol. Santagatese         | Sant'Agata Bolognese (BO)      |
| U.C. Vignolese           | Vignola (MO)                   |
| Pol. Virtus Castelfranco | Castelfranco Emilia (MO)       |

### Classifica finale
|  | Pos. | Squadra             | Pt | G  | V  | N  | P  | GF | GS | DR  |
|  | ---- | ------------------- | -- | -- | -- | -- | -- | -- | -- | --- |
|  | 1.   | San Lazzaro         | 48 | 30 | 19 | 10 | 1  | 50 | 15 | +35 |
|  | 2.   | Pianorese           | 47 | 30 | 19 | 9  | 2  | 42 | 8  | +34 |
|  | 3.   | Bo.Ca.              | 40 | 30 | 13 | 14 | 3  | 39 | 25 | +14 |
|  | 4.   | Casumaro            | 37 | 30 | 15 | 7  | 8  | 39 | 21 | +18 |
|  | 5.   | Finale              | 34 | 30 | 12 | 10 | 8  | 34 | 22 | +12 |
|  | 6.   | Castellarano        | 33 | 30 | 11 | 11 | 8  | 39 | 35 | +4  |
|  | 7.   | Galliera            | 28 | 30 | 9  | 10 | 11 | 30 | 35 | -5  |
|  | 7.   | Corticella          | 28 | 30 | 8  | 12 | 10 | 27 | 33 | -6  |
|  | 9.   | Virtus Castelfranco | 27 | 30 | 7  | 13 | 10 | 34 | 35 | -1  |
|  | 9.   | Vignolese           | 27 | 30 | 8  | 11 | 11 | 24 | 32 | -8  |
|  | 9.   | Porretta            | 27 | 30 | 8  | 11 | 11 | 25 | 39 | -14 |
|  | 12.  | Formigine           | 26 | 30 | 6  | 14 | 10 | 24 | 35 | -11 |
|  | 13.  | Ozzanese            | 25 | 30 | 7  | 11 | 12 | 34 | 46 | -12 |
|  | 14.  | Santagatese         | 21 | 30 | 3  | 15 | 12 | 11 | 25 | -14 |
|  | 15.  | Pavullese Olimpia   | 20 | 30 | 3  | 14 | 13 | 24 | 36 | -12 |
|  | 16.  | Persicetana         | 12 | 30 | 2  | 8  | 20 | 17 | 51 | -34 |

## Girone C

### Squadre partecipanti
| Squadra                | Città (provincia)               |
| ---------------------- | ------------------------------- |
| U.S. Audax Busseto     | Busseto (PR)                    |
| G.S. Bagnolese         | Bagnolo in Piano (RE)           |
| U.S. Casalese          | Casalmaggiore (CR)              |
| Pol. Castelnovese      | Castelnovo di Sotto (RE)        |
| A.S. Castellana        | Castel Goffredo (MN)            |
| A.C. Castiglione       | Castiglione delle Stiviere (MN) |
| U.S. Correggese        | Correggio (RE)                  |
| U.S. Fabbrico          | Fabbrico (RE)                   |
| A.C. Fidenza           | Fidenza (PR)                    |
| U.S. Montecavolo       | Montecavolo (RE)                |
| U.S. Poggese           | Poggio Rusco                    |
| A.S. Polesine          | Polesine Parmense (PR)          |
| G.S. Quattro Castella  | Quattro Castella (RE)           |
| U.S. Salsomaggiore     | Salsomaggiore Terme (PR)        |
| A.S. Sammartinese      | San Martino in Rio (RE)         |
| A.S. Termolan Bibbiano | Bibbiano (RE)                   |
| U.S. Viadana           | Viadana (MN)                    |
| A.S. Voltese           | Volta Mantovana (MN)            |

### Classifica finale
|  | Pos. | Squadra           | Pt | G  | V  | N  | P  | GF | GS | DR  |
|  | ---- | ----------------- | -- | -- | -- | -- | -- | -- | -- | --- |
|  | 1.   | Bagnolese         | 52 | 34 | 21 | 10 | 3  | 54 | 19 | +35 |
|  | 2.   | Castiglione       | 45 | 34 | 17 | 11 | 6  | 37 | 22 | +15 |
|  | 3.   | Correggese        | 43 | 34 | 17 | 9  | 8  | 44 | 31 | +13 |
|  | 4.   | Fabbrico          | 41 | 34 | 15 | 11 | 8  | 39 | 31 | +8  |
|  | 5.   | Sammartinese      | 38 | 34 | 15 | 8  | 11 | 38 | 33 | +5  |
|  | 6.   | Voltese           | 37 | 34 | 11 | 15 | 8  | 36 | 29 | +7  |
|  | 7.   | Termolan Bibbiano | 37 | 34 | 14 | 9  | 11 | 35 | 34 | +1  |
|  | 8.   | Audax Busseto     | 36 | 34 | 12 | 12 | 10 | 43 | 32 | +11 |
|  | 9.   | Viadana           | 35 | 34 | 13 | 9  | 12 | 34 | 33 | +1  |
|  | 10.  | Fidenza           | 33 | 34 | 12 | 9  | 13 | 37 | 37 | 0   |
|  | 11.  | Castellana        | 32 | 34 | 8  | 16 | 10 | 38 | 37 | +1  |
|  | 12.  | Montecavolo       | 32 | 34 | 8  | 16 | 10 | 24 | 23 | +1  |
|  | 13.  | Polesine          | 32 | 34 | 8  | 16 | 10 | 33 | 34 | -1  |
|  | 14.  | Quattro Castella  | 32 | 34 | 10 | 12 | 12 | 35 | 37 | -2  |
|  | 15.  | Salsomaggiore     | 31 | 34 | 8  | 15 | 11 | 29 | 39 | -10 |
|  | 16.  | Casalese          | 23 | 34 | 7  | 9  | 18 | 21 | 45 | -24 |
|  | 17.  | Castelnovese      | 20 | 34 | 5  | 10 | 19 | 23 | 47 | -24 |
|  | 18.  | Poggese           | 13 | 34 | 2  | 9  | 23 | 17 | 54 | -37 |

## Spareggi tra le 1.classificate
- Sampierana rinuncia
- San Lazzaro-Bagnolese 1-0 1-2

San Lazzaro e Bagnolese promosse nel Campionato Interregionale